# Aphis coreopsidis
Aphis coreopsidis är en insektsart som först beskrevs av Thomas 1878.  Aphis coreopsidis ingår i släktet Aphis och familjen långrörsbladlöss. Inga underarter finns listade i Catalogue of Life.